# The New Woman and the Lion
Pour plus de détails, voir Fiche technique et Distribution.
The New Woman and the Lion est un film muet américain réalisé par Colin Campbell et sorti en 1912.

## Fiche technique
- Titre : The New Woman and the Lion
- Réalisation : Colin Campbell
- Scénario : Lanier Bartlett
- Producteur : William Selig
- Société de production : Selig Polyscope Company
- Pays d'origine :  États-Unis
- Format : Noir et blanc — 35 mm — 1.33:1 — Muet
- Genre : Comédie
- Dates de sortie : 
  -  États-Unis : 25 avril 1912

## Distribution
- George Hernandez
- Nick Cogley
- Otto Breitkreutz
- Roy Watson
- Tom Santschi
- Mme Madeline
- Anna Dodge
- Count Alberti